# Sleepy Hollow
|  | Per a altres significats, vegeu «Sleepy Hollow (desambiguació)». |

Sleepy Hollow és una pel·lícula de terror de 1999 dirigida per Tim Burton, que narra la llegenda del cavaller sense cap, agafant com a base la història de Washington Irving, “La llegenda de Sleepy Hollow”. La música de la pel·lícula va ser composta per Danny Elfman i va ser rodada en els Leavesden Film Studios. Va ser premiada amb un Oscar a la millor direcció artística. S'ha subtitulat al català.

## Argument
L'any 1799, un jove detectiu anomenat Ichabod Crane, és enviat des de Nova York a un poble dels afores anomenat Sleepy Hollow per investigar uns assassinats en sèrie. Quan Ichabod Crane arriba al poble, el rep l'ajudant de l'alcalde Baltus Van Tassel, que l'informa dels assassinats de tres persones, de les quals no s'ha trobat el cap i li explica una antiga història sobre un mercenari germànic enviat a Amèrica en la guerra d'Independència, aquest mercenari, interpretat per Christopher Walken, era un soldat molt temut en el món, era conegut pel nom del tallacaps perquè anava amb el seu cavall (temerari) passejant pel camp de batalla deixant pel seu camí mort i foscor, va ser executat l'any 1779 i enterrat als boscos de Sleepy Hollow.
Baltus Van Tassel li diu que el cavaller ha sortit de la seva tomba i Ichabod Crane diu que els fantasmes no existeixen. Al llarg de la pel·lícula veu que sí que hi ha un fantasma quan està parlant amb el magistral Philipse per preguntar-li perquè se'n va del poble, de sobte veu que del bosc surt un cavaller sense cap, que li talla el cap al magistral Philipse i se l'emporta, des d'aquest moment Ichabod Crane, amb l'ajuda del jove Masbath i Katalina Van Tassel, intentarà revelar el misteri del cavaller sense cap.

## Repartiment
- Johnny Depp: Ichabod Crane
- Christina Ricci: Katrina Van Tassel
- Michael Gambon: Baltus Van Tassel
- Miranda Richardson: Sra. Van Tassel
- Marc Pickering: jove Masbath
- Casper Van Dien: Brom Van Brunt
- Jeffrey Jones: reverend Steenwyck
- Ian McDiarmid: Doctor Lancaster
- Michael Gough: notari Hardenbrook
- Richard Griffiths: magistrat Philipse
- Christopher Walken: Hessian Horseman
- Martin Landau: Peter Van Garrett
- Christopher Lee: Burgomaster
- Lisa Marie: Lady Crane